# عمر الفاتحي
عمر الفاتحي (1952 - 7 أكتوبر 2018) هو محامي وكاتب صحفي وناقد سينمائي مغربي 

## حياتها ونشأته
من مواليد سنة 1952 خريج كلية الحقوق بمدينة فاس بالمغرب.

## مسيرته
عضوهيئة تحرير مجلة اتحاد كتاب النترنيت المغاربة وعضو اتحاد كتاب الأنترنيت العرب، وعضو مؤسس للنقابة المغربية لكتاب السيناريو
متعاون مع عدة منابر اعلامية على مستوى العالم العربي ودول اتحاد الأروربي الناطقة بالعربية. كاتب صحفي وناقد معتمد بكل المهرجانات السينمائية بالمغرب. مؤسس اتحاد نقاد السينما في المغرب العربي.
كما يشغل عضو المركز الديمقراطي العربي بالقاهرة وعضو في لجنة التحكيم بمهرجان النيل بالقاهرة للاغلام البيئة الروائية والتسجيلية دورة 2007.

## وصلات خارجية
- عمر الفاتحي على موقع أرشيف الشارخ.
- د. عمر الفاتحي موقع أدب فن.
- مقالات عمر الفاتحي على الحوار المتمدن.